# Wibox (appareil)
Pour les articles homonymes, voir Wibox.
Wibox est un nom marketing pour désigner l'appareil électronique fourni par l'opérateur de télécommunications sud-africain MTN à ses abonnés haut débit en Afrique du Sud et en Côte d'Ivoire, où il est concurrent de la Livebox. Cet appareil sert principalement de modem WiMAX et de routeur Ethernet et Wi-Fi, mais peut également être utilisé pour la téléphonie. La Wibox permet ainsi d'offrir sur un support unique plusieurs types de terminaux, donc plusieurs types de services : téléphone (téléphonie par VoIP) et ordinateur (accès à Internet).
L'offre Wibox, permettant d'accéder à l'Internet haut débit via l'opérateur MTN, est apparue le 1er février 2011 en Côte d'Ivoire.

## Caractéristiques techniques
La Wibox de MTN n'est autre qu'un routeur EchoLife BM626 fabriqué par Huawei et personnalisé par le fournisseur d'accès à internet. En outre, 
- L'appareil est conforme à la norme IEEE 802.16e et fonctionne ainsi sur le réseau WiMAX de MTN, et peut gérer un débit maximal de 15Mo/s descendant et de 5Mo/s montant (si non bridé par l'opérateur) ;
- Il est doté de deux ports téléphoniques RJ11 et quatre ports Ethernet RJ45 ;
- La Wibox est compatible les normes Wifi IEEE 802.11b et IEEE 802.11g, mais pas la plus récente et évoluée IEEE 802.11n ;
- Elle supporte la voix sur IP via le protocole SIP v2. Il est en théorie possible relier une « set-top box » à la Wibox pour la réception de chaînes de télévision en haute définition par Internet (pour peu que l'opérateur propose une offre permettant ceci, ainsi que l’équipement adapté).